# Bahnstrecke Stolberg–Kohlscheid
| |                      |                                   |                                   |
| Streckennummer (DB): | 2544                 |                                   |                                   |
| Kursbuchstrecke (DB): | ex 245 b/e/g         |                                   |                                   |
| Kursbuchstrecke: | 245b (1946)          |                                   |                                   |
| Streckenlänge: | 12,2 km              |                                   |                                   |
| Spurweite: | 1435 mm (Normalspur) |                                   |                                   |
| |                      |                                   |                                   |
| Bundesland: | Nordrhein-Westfalen  |                                   |                                   |
| \| \| \| Strecke von Stolberg Hbf \| \| \| \| \| Stolberg-Atsch (AJ) \| \| \| \| 0,0 \| Quinx (Abzw (alt), bis 1939) \| Quinx (Abzw (alt), bis 1939) \| \| \| \| (neue Trasse ab 1939) \| \| \| \| 0,3 \| Quinx (Abzw) \| Quinx (Abzw) \| \| \| \| Strecke nach Alsdorf \| \| \| \| 2,4 \| SMT (Anst) \| SMT (Anst) \| \| \| \| \| \| \| \| 3,2 \| Weiden (b Aachen) \| Weiden (b Aachen) \| \| \| \| ehem. Strecke von Aachen Nord \| \| \| \| 4,6 \| Würselen \| Würselen \| \| \| \| ehem. Strecke nach Jülich \| \| \| \| 5,1 \| Würselen Stadt (Anst) \| Würselen Stadt (Anst) \| \| \| 5,5 \| Grevenberg \| Grevenberg \| \| \| 5,7 \| Würselen Johnen (Anst) \| Würselen Johnen (Anst) \| \| \| 6,2 \| Würselen Nord (bis 1897 Morsbach) \| Würselen Nord (bis 1897 Morsbach) \| \| \| \| Wurm \| \| \| \| 10,1 \| Kohlscheid Süd (bis 1905 Rumpen) \| Kohlscheid Süd (bis 1905 Rumpen) \| \| \| \| Strecke von Mönchengladbach \| \| \| \| 12,2 \| Kohlscheid \| Kohlscheid \| \| \| \| Strecke nach Aachen \| \| |                      |                                   |                                   |
| Strecke |                      | Strecke von Stolberg Hbf          | Strecke von Stolberg Hbf          |
| ehemaliger Bahnhof |                      | Stolberg-Atsch (AJ)               | Stolberg-Atsch (AJ)               |
| ehemalige Blockstelle | 0,0                  | Quinx (Abzw (alt), bis 1939)      | Quinx (Abzw (alt), bis 1939)      |
| Verschwenkung von links · Verschwenkung von rechts (Strecke außer Betrieb) |                      | (neue Trasse ab 1939)             | (neue Trasse ab 1939)             |
| Blockstelle · Strecke (außer Betrieb) | 0,3                  | Quinx (Abzw)                      | Quinx (Abzw)                      |
| Abzweig ehemals geradeaus und nach rechts · Strecke (außer Betrieb) |                      | Strecke nach Alsdorf              | Strecke nach Alsdorf              |
| Blockstelle (Strecke außer Betrieb) · Strecke (außer Betrieb) | 2,4                  | SMT (Anst)                        | SMT (Anst)                        |
| Verschwenkung nach links (Strecke außer Betrieb) · Verschwenkung nach rechts (Strecke außer Betrieb) |                      |                                   |                                   |
| Bahnhof (Strecke außer Betrieb) | 3,2                  | Weiden (b Aachen)                 | Weiden (b Aachen)                 |
| Abzweig geradeaus und von links (Strecke außer Betrieb) |                      | ehem. Strecke von Aachen Nord     | ehem. Strecke von Aachen Nord     |
| Bahnhof (Strecke außer Betrieb) | 4,6                  | Würselen                          | Würselen                          |
| Abzweig geradeaus und nach rechts (Strecke außer Betrieb) |                      | ehem. Strecke nach Jülich         | ehem. Strecke nach Jülich         |
| Blockstelle (Strecke außer Betrieb) | 5,1                  | Würselen Stadt (Anst)             | Würselen Stadt (Anst)             |
| Bahnhof (Strecke außer Betrieb) | 5,5                  | Grevenberg                        | Grevenberg                        |
| Blockstelle (Strecke außer Betrieb) | 5,7                  | Würselen Johnen (Anst)            | Würselen Johnen (Anst)            |
| Bahnhof (Strecke außer Betrieb) | 6,2                  | Würselen Nord (bis 1897 Morsbach) | Würselen Nord (bis 1897 Morsbach) |
| Brücke über Wasserlauf (Strecke außer Betrieb) |                      | Wurm                              | Wurm                              |
| Haltepunkt / Haltestelle (Strecke außer Betrieb) | 10,1                 | Kohlscheid Süd (bis 1905 Rumpen)  | Kohlscheid Süd (bis 1905 Rumpen)  |
| Abzweig ehemals geradeaus und von rechts |                      | Strecke von Mönchengladbach       | Strecke von Mönchengladbach       |
| Bahnhof | 12,2                 | Kohlscheid                        | Kohlscheid                        |
| Strecke |                      | Strecke nach Aachen               | Strecke nach Aachen               |

Die Bahnstrecke Stolberg–Kohlscheid ist eine Eisenbahnstrecke in der Städteregion Aachen, die von Stolberg über Würselen nach Kohlscheid führte und von 1853 bis 2004 in Betrieb war. Eine Teilreaktivierung wird diskutiert.

## Geschichte

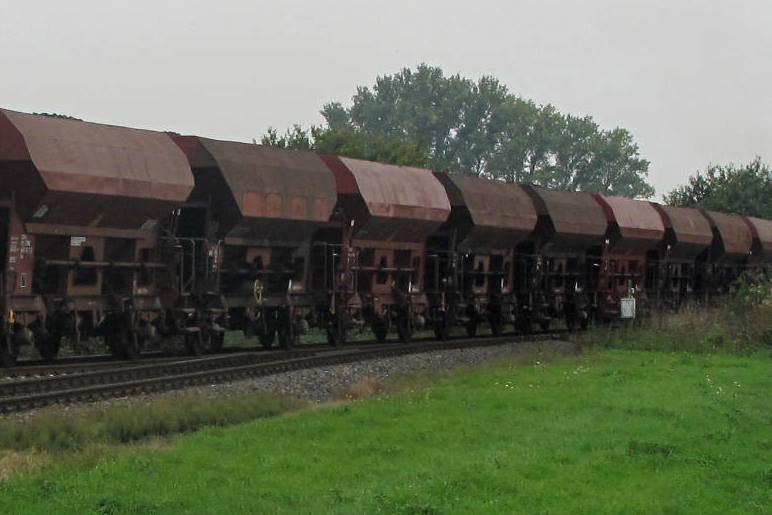
Der Kohletransport spielte über Jahrzehnte eine zentrale Rolle zwischen Stolberg, Würselen und Kohlscheid – hier Selbstentladewagen des Typs Fcs, wie sie von den 1950er- bis 1980er-Jahren typisch für die Kohlezüge im Rheinland waren

Am 27. Januar 1853 nahm die Königliche Direktion der Aachen-Düsseldorf-Ruhrorter Eisenbahn die Verlängerung ihrer bislang in Herzogenrath endenden Strecke von Mönchengladbach bis Aachen in Betrieb; gleichzeitig eröffnete sie eine in Kohlscheid (früher eigenständige Gemeinde im Kreis Aachen, seit 1972 Stadtteil von Herzogenrath) abzweigende Grubenanschlussbahn zur etwa 2 km entfernten Grube Kämpchen in Rumpen (später Kohlscheid Süd genannt). Diese Grube war damit die erste Zeche im Wurmrevier, die einen direkten Bahnanschluss erhielt. Der Abschnitt Aachen – Richterich – Kohlscheid – Kämpchen wurde gemeinsam mit der Aachen-Maastrichter Eisenbahn-Gesellschaft betrieben und gehörte beiden Gesellschaften. 1866 wurde das Netz der Aachen-Düsseldorf-Ruhrorter Eisenbahn von der Bergisch-Märkischen Eisenbahn-Gesellschaft übernommen, welche sich damals bereits mehrheitlich im Besitz des preußischen Staats befand.
Der größte Teil der späteren Strecke Stolberg–Kohlscheid entstand jedoch aus privater Initiative der Aachener Industriebahn AG und ging erst 1875 in Betrieb. Die Industriebahn-Strecke führte anfänglich nur von Stolberg über Würselen bis Morsbach (später Würselen Nord genannt) als Anschluss der Zechen Teut, Gouley und Königsgrube; die Verbindung nach Rumpen (Kohlscheid) fehlte also noch. 1887 wurde die seit 1882 als Aachen-Jülicher Eisenbahn firmierende Industriebahn verstaatlicht. Im November 1890 wurde die Strecke an der am Saubach beim heutigen Hochwaldweg gelegenen neuen Abzweigstelle Quinx mit der Bahnstrecke Stolberg–Herzogenrath verbunden, die zuvor auf der anderen Seite des Saubachs zur Station Stolberg der Rheinischen Eisenbahn-Gesellschaft verlief, und vom Bahnhof der Aachen-Jülicher Eisenbahn bis zum Rheinischen Bahnhof verlängert. Der Abschnitt zwischen dem Rheinischen Bahnhof und dem Abzweig Quinx wurde zugleich der Strecke Stolberg–Herzogenrath zugewiesen. Am 1. Juni 1892 wurde die Strecke unter Einbeziehung der alten Grubenanschlussbahn Kämpchen bis nach Kohlscheid verlängert. Dazu wurde zwischen Kohlscheid Süd und Würselen Nord ein dreibogiger Viadukt aus Mauerwerk über das Wurmtal in der Nähe des heutigen Teuterhofs gebaut.
Der Bahnhof Würselen verfügte jahrzehntelang über umfangreiche Gleis- und Werkstattanlagen, da beim Bau der Industriebahn weder Aachen Nord noch Mariagrube, sondern Würselen als Betriebsmittelpunkt konzipiert worden war, welcher zusammen mit der Bahnstrecke Aachen Nord–Jülich auch einen verkehrlichen Knotenpunkt bildete. Im Sommer 1939 verkehrten zwischen Kohlscheid und Würselen werktags drei Personenzugpaare und sonntags (nur frühmorgens) eines; ergänzend dazu fuhren zwischen Würselen Nord und Würselen werktags zwei weitere Zugpaare sowie montags bis freitags nachmittags ein Zug von Aachen Nord nach Würselen Nord (ohne Gegenzug). Zwischen Würselen und Stolberg gab es werktags sechs und sonntags drei Zugpaare. Zum Vergleich: jeden Werktag starteten in Würselen 22 Züge nach Aachen Nord, 14 nach Jülich, 3 nach Mariagrube und 2 nach Herzogenrath über Mariadorf und Alsdorf. Durchgehende Personenzüge zwischen Kohlscheid und Stolberg über Würselen gab es 1939 keine.
Nach dem Zweiten Weltkrieg wurde der Personenverkehr zwischen Kohlscheid und Würselen Nord offenbar nicht mehr aufgenommen. Die offizielle Einstellung erfolgte zwar erst zum 20. Mai 1951, doch verzeichnen beispielsweise die Fahrpläne Winter 1948/49 und Sommer 1950 keinerlei Personenzüge zwischen Kohlscheid und Würselen Nord. Im Winter 1952/53 verkehrten werktags drei Zugpaare zwischen Stolberg und Würselen Nord sowie montags bis freitags ein einzelner Nachmittags-Zug ohne Gegenzug von Stolberg nach Würselen Bahnhof. Sonntags verkehrte nur ein frühmorgendliches Zugpaar. Bis zum Sommerfahrplan 1959 war das Angebot auf einen einzigen mittäglichen Schülerzug von Würselen Nord über Würselen nach Stolberg zusammengeschrumpft; in der Gegenrichtung fuhr gar kein Zug mehr. Am 29. Mai 1960 endete der Personenverkehr zwischen Würselen und Stolberg.
Der östliche Ast von der Abzweigstelle Quinx bis Weiden wurde 1939 wegen des anstehenden Baus der Autobahn zwischen Köln und Aachen weiter nördlich verlegt und ist noch bis zum Anschluss der Firma Saint-Gobain erhalten.
Der Güterverkehr zwischen Kohlscheid und Würselen Nord wurde am 1. November 1965 aufgegeben, der Wurmtal-Viadukt am Teuterhof wurde 1966 im Zuge des Streckenabbaus gesprengt. Zwischen Würselen Nord und Würselen endete der Güterverkehr erst zum 1. Juli 1980. Bis Anfang der 1980er-Jahre verkehrten noch Kohlezüge zwischen der Siersdorfer Grube Emil Mayrisch über Mariagrube und Würselen bis Stolberg, da dieser Weg keinen Fahrtrichtungswechsel erforderte, was bei Benutzung der Strecke Mariagrube – Merzbrück – Stolberg der Fall gewesen wäre.
Der Streckenabschnitt von Würselen bis Kohlscheid ist heute abgebaut und teilweise zugeschüttet.

## Streckenbeschreibung

### Stolberg (Rheinland) Hauptbahnhof

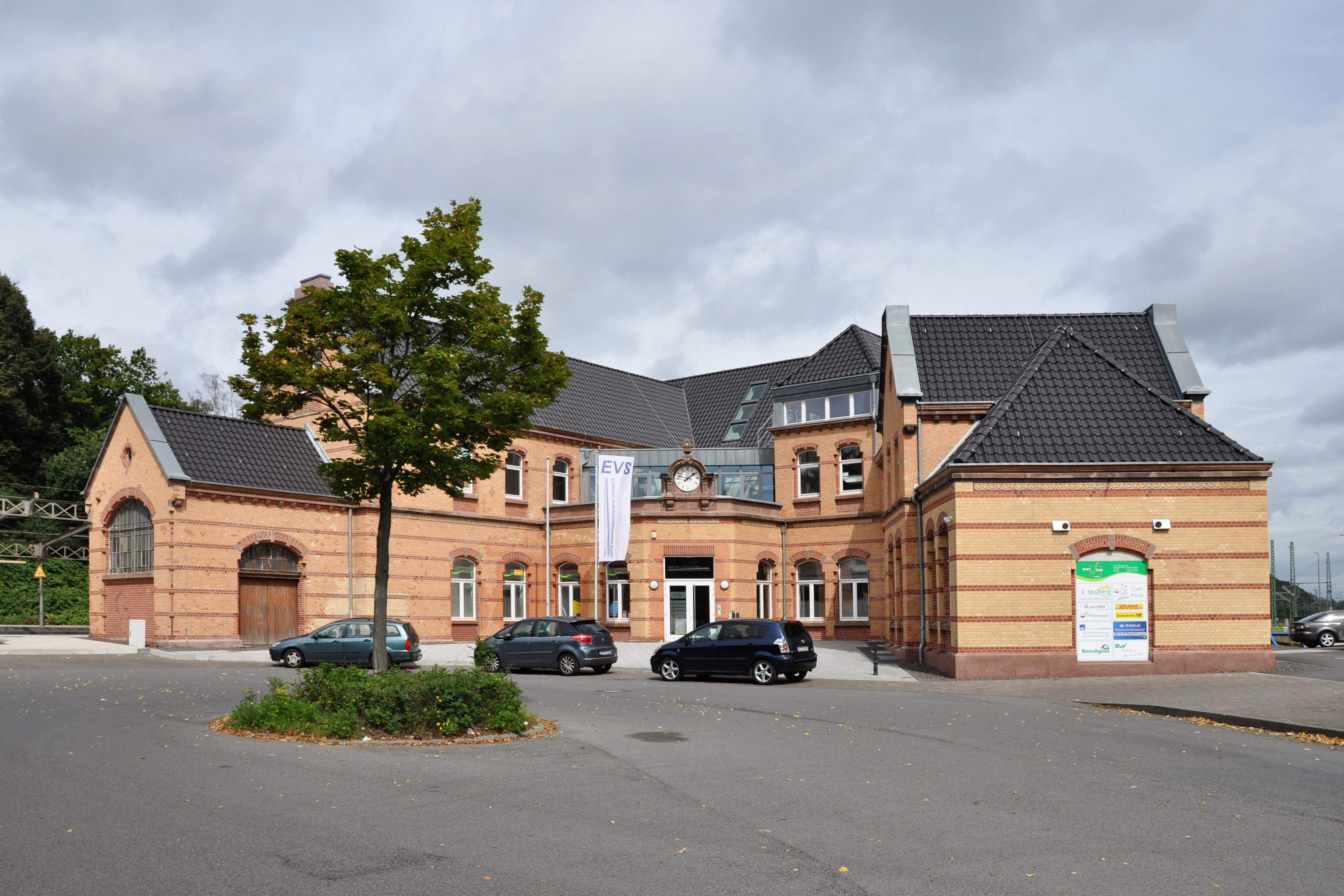
Stolberg (Rheinl) Hbf, 2014

Der Stolberger Hauptbahnhof liegt an der Schnellfahrstrecke Köln–Aachen. Die Strecke nach Kohlscheid begann im nordöstlichen Bereich des Bahnhofes östlich des Empfangsgebäudes. Dort bestand im Gleisfeld der Übergang auf die Hauptstrecke Aachen – Köln. Ausgehend von der Rückseite des Empfangsgebäudes kreuzte die Strecke zunächst die Probstei- und die Rhenaniastraße und die Bahnstrecke Stolberg–Walheim und führte südlich am Empfangsgebäude vorbei. Seit 1888 gab es auch eine Einführung in die nördlichen Gleise des Hauptbahnhofes. Heute (2019) wird die Strecke am westlichen Ende des Bahnhofes, gleich vor der Kreuzung mit der Strecke nach Aachen, aus dem Bahnhof ausgefädelt, die ursprüngliche Strecke ist teilweise überbaut.
Stolberg ist seit dem 19. Jahrhundert ein Eisenbahnknotenpunkt in der Region und speziell im Aachener Revier. Hier trafen beziehungsweise treffen neben den Strecken Stolberg–Kohlscheid und Köln–Aachen noch die Bahnstrecke Stolberg–Herzogenrath über Alsdorf, die Bahnstrecke Mönchengladbach–Stolberg, die Bahnstrecke Stolberg–Walheim und die Bahnstrecke Stolberg–Münsterbusch aufeinander.

### Bahnhof Stolberg-Atsch
Der Bahnhof Stolberg-Atsch der Aachener Industriebahn ist der historische Anfangspunkt der Strecke und befand sich ab 1875 an der Steinbachstraße im Stadtteil Atsch. Seine Anlagen wurden mit denen des Stolberger Hauptbahnhofs 1888 zusammengeführt und sein Empfangsgebäude 1968 abgerissen. Westlich des Bahnhofes unterfuhr die Strecke die Bahnstrecke Aachen–Köln.

### Abzweigstelle Quinx
Die Abzweigstelle Quinx wurde 1890 mit der Anbindung an die Bahnstrecke Stolberg–Herzogenrath eingerichtet, deren ursprüngliche, parallel verlaufende Trasse aufgegeben wurde. Seitdem begann die Strecke Stolberg–Kohlscheid offiziell an der Abzweigstelle, da die Trasse südlich davon der Strecke nach Herzogenrath zugewiesen wurde. Als 1939 in Vorbereitung für den Bau der Autobahn zwischen Köln und Aachen die Trassen der Strecken nach Kohlscheid und Herzogenrath verlegt wurden, wurde eine neue Abzweigstelle Quinx weiter nördlich direkt hinter der Unterführung unter der Autobahn A 4 erbaut.
Hier beginnt die Kilometerzählung mit dem Streckenkilometer 0,0. Der Abzweig führte in Richtung des Gewerbegebiets Kaninsberg/Aachener Kreuz vorbei an der Firma St. Gobain (Autoglasherstellung) die dort einen Gleisanschluss hatte. Seit 1986 endete die Strecke nach 2,1 km hinter diesem Anschluss kurz vor der Umgehungsstraße K30 (Willy-Brandt-Ring), mit der der weitere Verlauf überbaut wurde. Im Jahr 2000 übernahm die EVS die Strecke. Der Gleisanschluss wurde noch bis 2004 bedient. Eine geplante Reaktivierung der Strecke sollte die Euregiobahn über Würselen, den Aachener Nordbahnhof bis in die Aachener Innenstadt zum Elisenbrunnen führen. Diese Pläne wurden bis heute nicht realisiert. Im Rahmen der Gleiserneuerungsarbeiten zur Reaktivierung der Bahnstrecke Stolberg–Herzogenrath im Jahre 2015 wurde die Weiche nicht wieder eingebaut und die ersten Meter des abzweigenden Gleises entfernt.

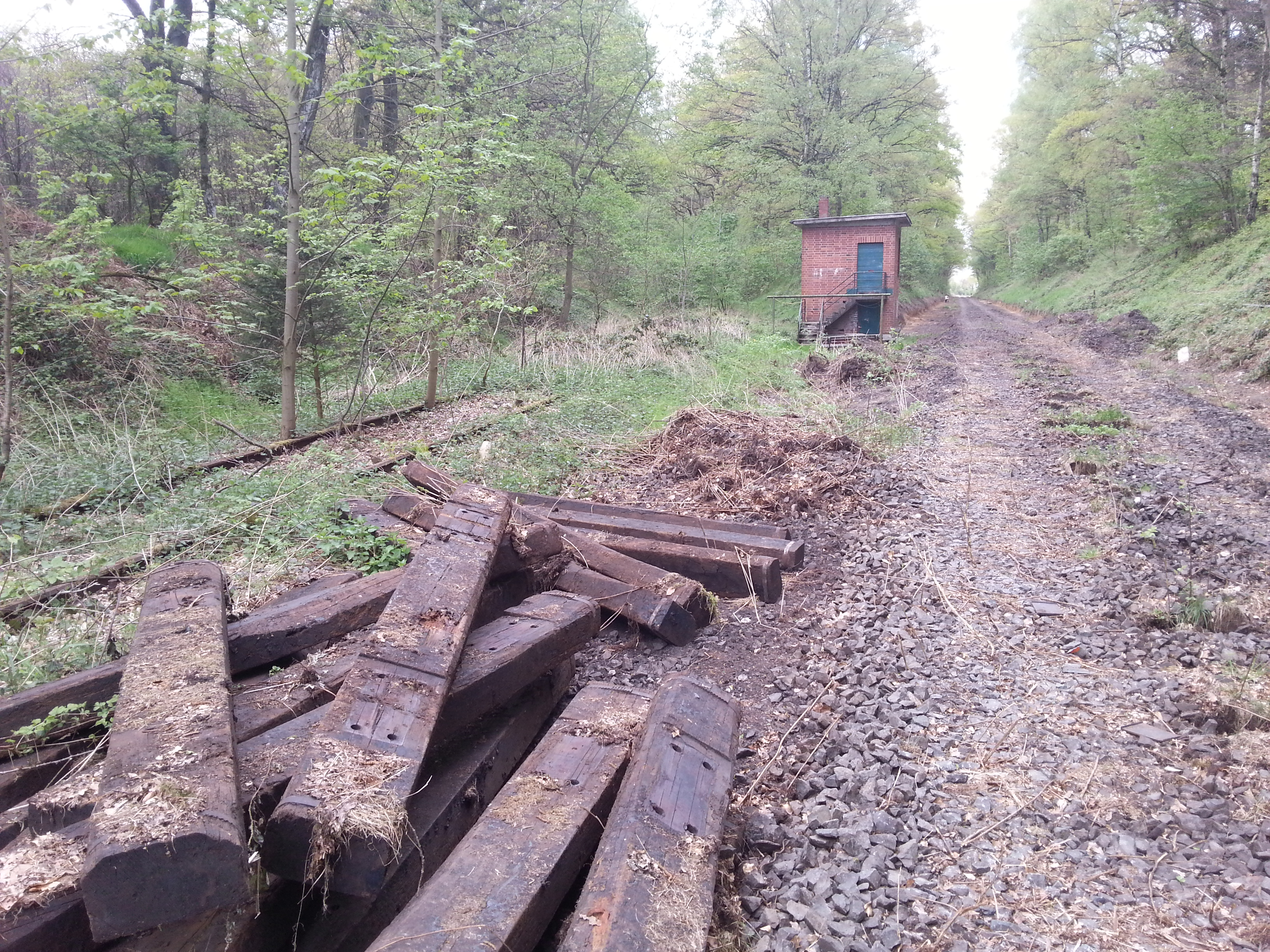
Abzweig Quinx im April 2014. Das Gleis der Bahnstrecke Stolberg–Herzogenrath wurde demontiert. Links erkennt man noch den überwucherten Streckenbeginn. Im Hintergrund das ehemalige Stellwerkshäuschen.
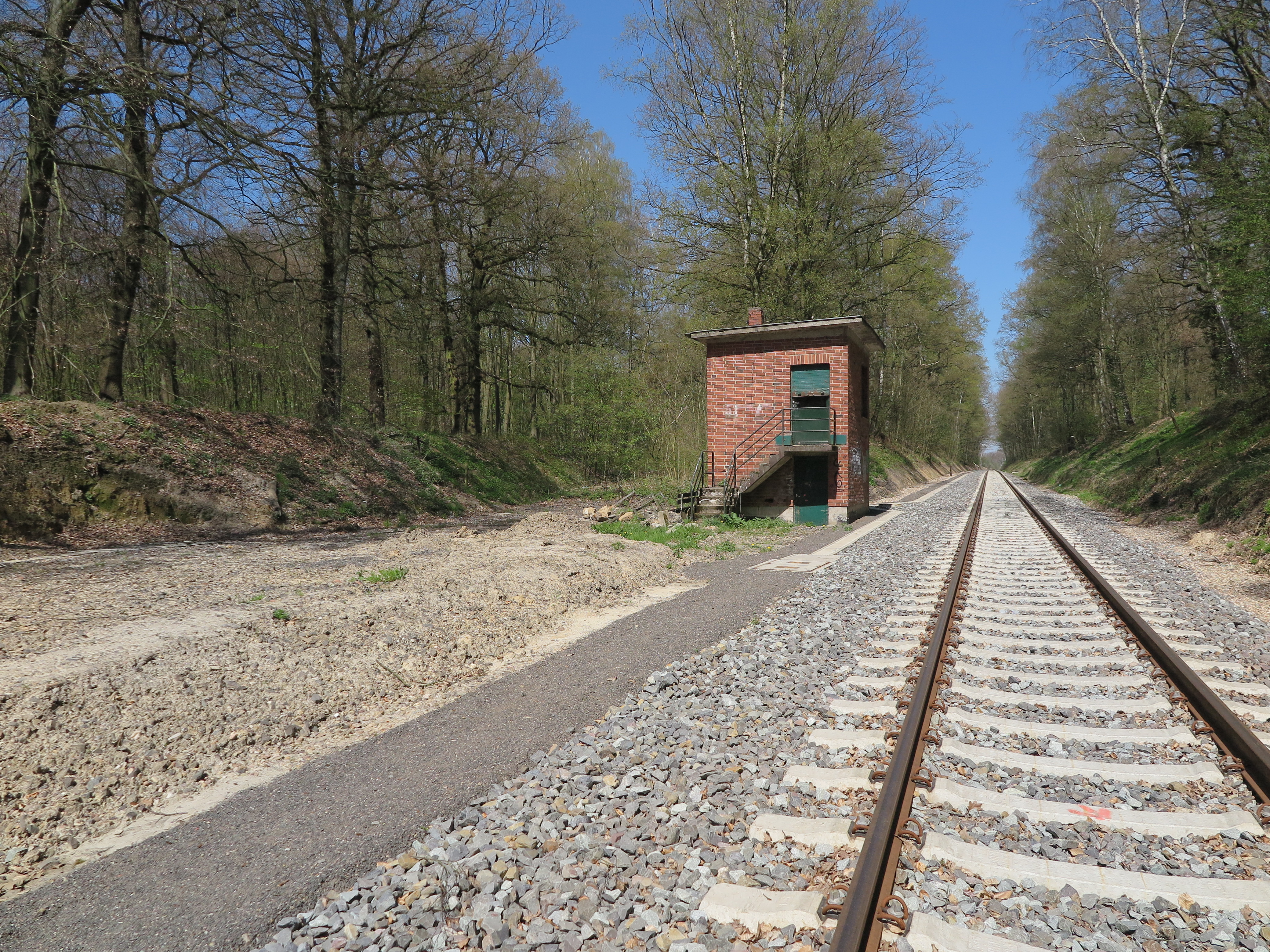
April 2015: Rechts das erneuerte Gleis Richtung St. Jöris. Die Weiche wurde nicht wieder eingebaut und der Anfang der Strecke Stolberg–Kohlscheid entfernt.

### Bahnhof Weiden
Die Gleisanlagen enden kurz hinter dem Anschlussgleis zum Unternehmen St. Gobain. 600 m weiter stand der Bahnhof Weiden in Würselen (km 3,2). An dessen Hauptstraße lag ab 1951 das Empfangsgebäude. Am Bahnhof waren verschiedene Mühlen, Sägewerke und ein Landhandel angeschlossen.

### Bahnhof Würselen
Der Bahnhof Würselen lag am km 4,6; in ihm kreuzte die Bahnstrecke Aachen Nord–Jülich der Aachener Industriebahngesellschaft. Demzufolge waren die Gleisanlagen sehr umfangreich. Würselen hatte neben einem Empfangsgebäude zwischen 1875 und 1950 auch ein Bahnbetriebswerk und zwei Stellwerke. Das ursprünglich große Empfangsgebäude des Kreuzungsbahnhofes Würselen wurde im Zweiten Weltkrieg zerstört und 1952 durch einen kleineren Neubau ersetzt. Das Gebäude ist heute noch erhalten und wird als Kino und Kinderhort genutzt. Nach dem Abriss der Bahnanlagen in den 1980er und 1990er Jahren wurde das Bahnhofsgelände mit einer Umgehungsstraße, der K30 (Willy-Brandt-Ring) überbaut. Auf dem ehemaligen Gelände des Bahnbetriebswerks steht heute das Freizeitbad Aquana.

### Bahnhof Grevenberg
Der Bahnhof Grevenberg lag an der heutigen B 57 mit der Streckenkilometrierung 5,5. Das Empfangsgebäude wird heute als chinesisches Restaurant genutzt. Etwa 100 m hinter der Straßenkreuzung zweigte nach links das Anschlussgleis zur Grube Teut ab. Die Stammstrecke verlief ab dem Abzweig in einem Rechtsbogen und verlief dann weiter gradlinig durch den Ort, zum Teil entlang der Bardenberger Straße, in Richtung der Grube Gouley.

### Haltepunkt Würselen Nord
Am Bahnübergang an der Gouleystraße lag der Haltepunkt Würselen-Nord (km 6,2) direkt an der Grube Gouley. Die Strecke durchquerte den Grubenbahnhof der Zeche.

### Haltepunkt Rumpen/Kohlscheid Süd
An der Kreuzung der Strecke mit der Kircheichstraße befand sich früher der Haltepunkt Kohlscheid Süd (Streckenkilometer 10,1). Am Haltepunkt befand sich früher das Anschlussgleis der Grube Kämpchen im Wurmrevier, die im Bereich der Kämpchen- und Klosterstraße lag. Der Abschnitt bis zum Bahnhof Kohlscheid war der älteste Teil der Strecke, die ursprüngliche Anschlussbahn der Grube Kämpchen.

### Bahnhof Kohlscheid
Der Bahnhof wurde 1853 von der Aachen-Düsseldorf-Ruhrorter Eisenbahn-Gesellschaft an der Bahnstrecke Aachen–Mönchengladbach in Kohlscheid (seit 1972 Stadtteil von Herzogenrath) errichtet. Am 1. Juni 1892 zweigte hier zusätzlich die Strecke nach Stolberg ab. Der Personenverkehr Richtung Stolberg wurde zum 20. Mai 1951 eingestellt.

## Zukunftspläne
Nach den Ausbauplänen für die Euregiobahn sollte ein Teil der Strecke langfristig reaktiviert werden. Es war geplant, dass Züge der Euregiobahn bis in die Aachener Innenstadt zum Elisenbrunnen fahren. Dazu sollten sie von der Abzweigstelle Quinx den noch bestehenden Teil der Strecke nutzen. Da ab Broichweiden die Trasse heute vom Willy-Brandt-Ring belegt ist, wäre ab dort eine Neutrassierung erforderlich, die nach den ursprünglichen Planungen ins Zentrum Würselens führen und ab dort der Trasse der Bahnstrecke Aachen Nord–Jülich folgen sollte. Da der Verlauf durch das Zentrum Würselens bei den Einwohnern der Stadt umstritten ist, ist diese Realisierung jedoch sehr fraglich.